# Дилжа-Міке
Дилжа-Міке (рум. Dâlja Mică) — село у повіті Хунедоара в Румунії. Адміністративно підпорядковане місту Петрошань.
Село розташоване на відстані 240 км на північний захід від Бухареста, 62 км на південний схід від Деви, 125 км на північ від Крайови.

## Населення
За даними перепису населення 2002 року у селі проживали 167 осіб, з них 166 осіб (99,4%) румунів. Усі жителі села рідною мовою назвали румунську.